# Mendel Chatajewicz
Mendel Markowicz Chatajewicz, ros. Мендель Маркович Хатаевич (ur. 10 marca?/22 marca 1893 w Homlu, zm. 30 października 1937 w Moskwie) – działacz partii bolszewików pochodzenia żydowskiego. Członek Komitetu Centralnego WKP(b) (1930–1937), członek Biura Politycznego KC Komunistycznej Partii (bolszewików) Ukrainy (1932–1937), sekretarz KC KP(b)U (1933–1937), I sekretarz komitetu obwodowego KP(b)U w Dniepropietrowsku (1933–1937), współodpowiedzialny za Wielki głód na Ukrainie, ofiara wielkiej czystki.

## Życiorys
Pochodził z rodziny drobnych kupców w Homlu. Ukończył szkołę powszechną. Od 1913 członek SDPRR (frakcja bolszewików). Aresztowany w czerwcu 1914, zesłany do guberni jenisejskiej, amnestionowany po rewolucji lutowej i obaleniu caratu. Powrócił do Homla, objął funkcję wiceprzewodniczącego komitetu poleskiego SDPRR(b) w Homlu. W latach 1918–1927 pełnił różne niższe funkcje partyjne w RKP(b) i WKP(b). Na XIV zjeździe WKP(b) w grudniu 1925 wybrany na członka Centralnej Komisji Rewizyjnej WKP(b).  Na XV zjeździe WKP(b) w grudniu 1927 wybrany na zastępcę członka Komitetu Centralnego WKP(b). Na XVI zjeździe WKP(b) w lipcu 1930 wybrany na członka KC WKP(b). Od 23 sierpnia 1928 do 9 października 1932 I sekretarz średniowołżańskiego komitetu krajowo-obwodowego WKP(b).
Od 12 października 1932 członek Politbiura KC Komunistycznej Partii (bolszewików) Ukrainy, w końcu października mianowany pełnomocnikiem do wykonania kontyngentu dostaw zboża (ros. chliebozagotowok) w obwodzie charkowskim. Jednocześnie od 12 października 1932 do 29 stycznia 1933 II sekretarz KP(b)U, uczestniczący w podejmowaniu decyzji, które doprowadziły do wielkiego głodu na Ukrainie. Od stycznia 1933 do marca 1937 I sekretarz komitetu obwodowego KP(b)U w Dniepropietrowsku.
W czasie „wielkiej czystki” od 17 marca – do 30 sierpnia 1937 ponownie II sekretarz KP(b) Ukrainy (zastąpił odwołanego Pawła Postyszewa), jednocześnie od 17 marca do 30 sierpnia 1937 członek Biura Organizacyjnego KC KP(b)U.
Aresztowany przez NKWD 9 lipca 1937. 27 października 1937 skazany na karę śmierci za udział w kontrrewolucyjnej organizacji terrorystycznej, 29 października 1937 rozstrzelany w Moskwie.
W 1956 rehabilitowany i przywrócony pośmiertnie do członkostwa KPZR.
W 1935 odznaczony Orderem Lenina.

## Śledztwo na Ukrainie w sprawie wielkiego głodu i wyrok sądu w sprawie
25 maja 2009 Służba Bezpieczeństwa Ukrainy wszczęła oficjalne śledztwo w sprawie wielkiego głodu 1932-33 jako zbrodni ludobójstwa.
Po zakończeniu śledztwa w listopadzie 2009, w styczniu 2010 Prokuratura Generalna Ukrainy skierowała do sądu akt oskarżenia. 13 stycznia 2010 Sąd Apelacyjny w Kijowie po rozpoznaniu sprawy uznał Józefa Stalina, Wiaczesława Mołotowa, Łazara Kaganowicza, Pawła Postyszewa, Stanisława Kosiora, Własa Czubara i Mendla Chatajewicza za winnych zbrodni ludobójstwa określonych w art. 442 #.1 kodeksu karnego Ukrainy i umorzył jednocześnie postępowanie karne w związku ze śmiercią oskarżonych.